# Vár (Románia)
Vár románul: Var, falu Romániában, a Bánságban, Krassó-Szörény megyében.

## Fekvése
Karánsebestől északkeletre fekvő település.

## Nevének eredete
Vár, Vaar nevének jelentése mész, a település lakóinak mésszel, mészégetéssel való foglalkozása után.

## Története
Vár, Mészfalva nevét 1411-ben említette először oklevél p. Mezfalva, Mezfalwa néven, Ozorai Pipó temesi főispán Temesváron kelt ítélőlevelében, melyben Muthnoki Farkas, István és Lászlónak ítéli a Mezfalva nevű birtokot, mely a Mezpataka folyó vagy
patak mellett a sebesi kerületben fekszik, e ítéletet még ez évben Zsigmond király is megerősítette.
1480-ban Mezfalu, 1485-ben Waar in districtu civitatis Karansebes, 1504-ben Var alias Mezfalu, 1548-ban Mezffalw, 1590-ben Var alias Mezfalva, 1599-ben Mészfalu, 1603-ban Mészfalva, 1699-ben Vaar, 1690-1700-ban Var . 1808: Vár, Waar, 1888-ban Vár (Vaár), 1913-ban Vár néven említették.
1480-ban Mátyás király a sebesi kerületben fekvő Mezfalu, valamint Jász, Cserenyes és Kéregb falut örményesi Fiáth Lászlónak adományozta.
1485-ben Kinisy Pál temesi főispán, a Szörényi albánokkal tartott törvényszéken a falut Rakoviczay Lászlónak ítélte oda Bizerei Miklós ellenében.
1599-ben Mutnoki Ferenc özvegye Simon Erzsébet itteni birtokrészét Simon János fiainak adományozta.
Az 1603. évi karánsebesi összeírás szerint Mészfalva birtokosai Osztrovi Gáspár, Motnoki Ferenc, Pribék János és Pribék Mátyás voltak.
Az 1690—1700 évi összeírás Vár néven említette. A zsupaneki zászlóalj alakításakor, Waar annak területéhez csatoltatott és így katonai hatáőri igazgatás alá került, majd 1772-ben az oláh–illír ezredhez csatoltatott, majd a katonai végvidék utolsó éveiben Vaar a román-bánsági ezred ohabai századához tartozott.
A trianoni békeszerződés előtt Krassó-Szörény vármegye Karánsebesi járásához tartozott.
1910-ben 1127 lakosából 1116 román, melyből 1125 görögkeleti ortodox volt.

## Források

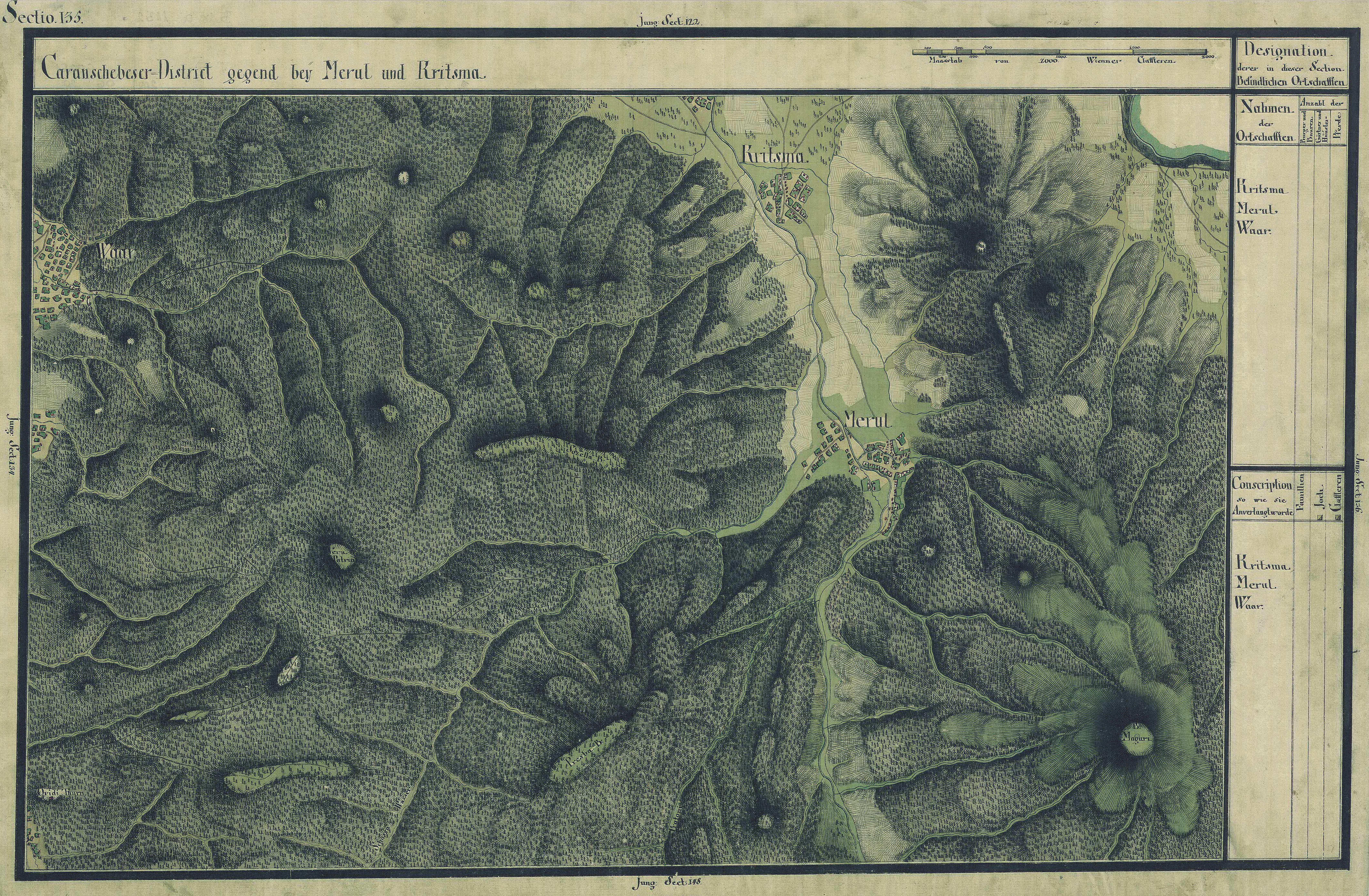
Vár település egy régi, az 1700-as évekből való térképen